# Pachrodema cupreascens
Pachrodema cupreascens är en skalbaggsart som beskrevs av Hermann Burmeister 1855. Pachrodema cupreascens ingår i släktet Pachrodema och familjen Melolonthidae. Inga underarter finns listade i Catalogue of Life.